# Tidig åkerskivling
Tidig åkerskivling (Agrocybe praecox) är en svampart som först beskrevs av Christiaan Hendrik Persoon, och fick sitt nu gällande namn av Victor Fayod 1889. Tidig åkerskivling ingår i släktet marktofsskivlingar och familjen Strophariaceae.  Arten är reproducerande i Sverige. Inga underarter finns listade i Catalogue of Life.

## Källor

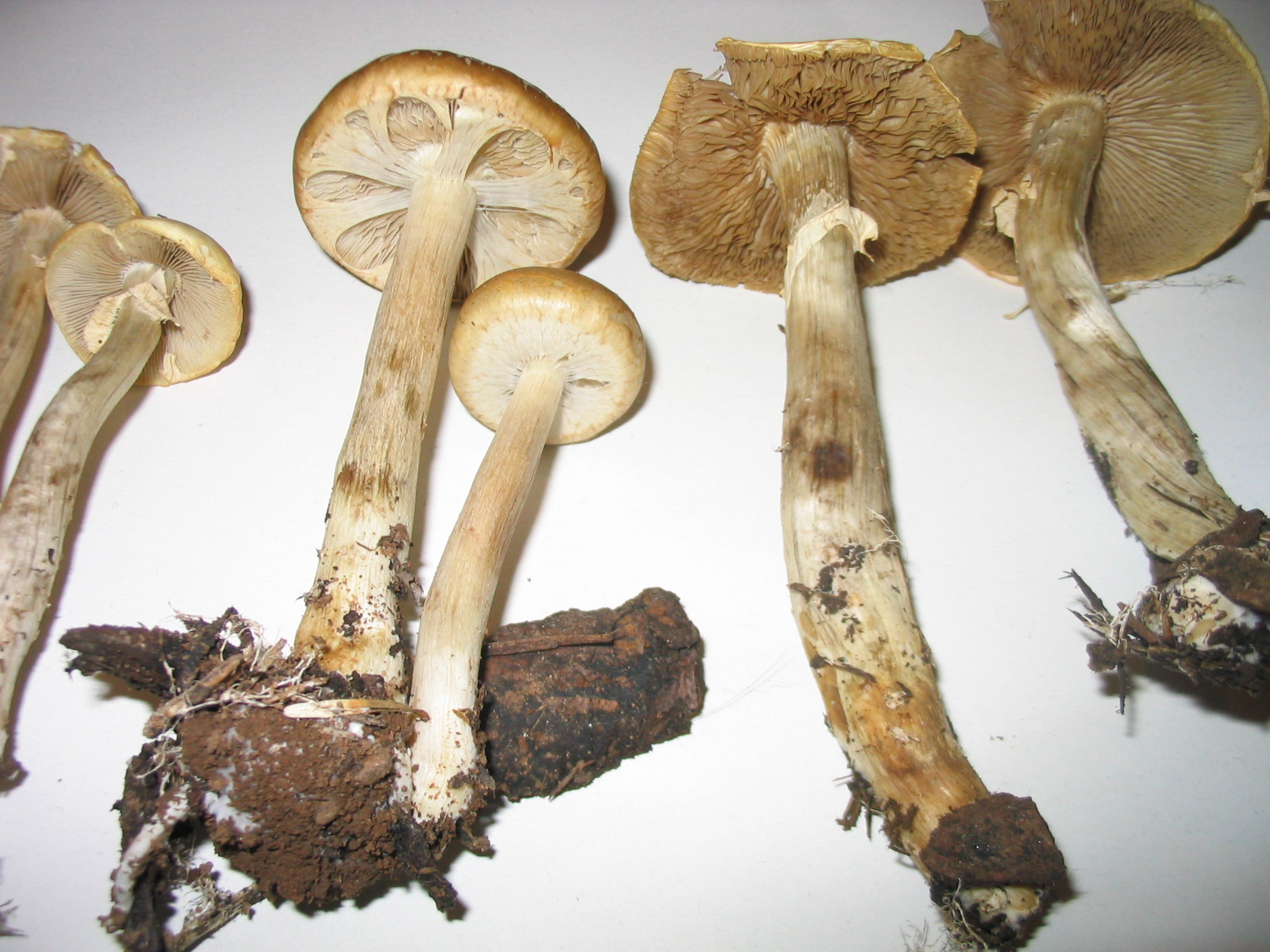
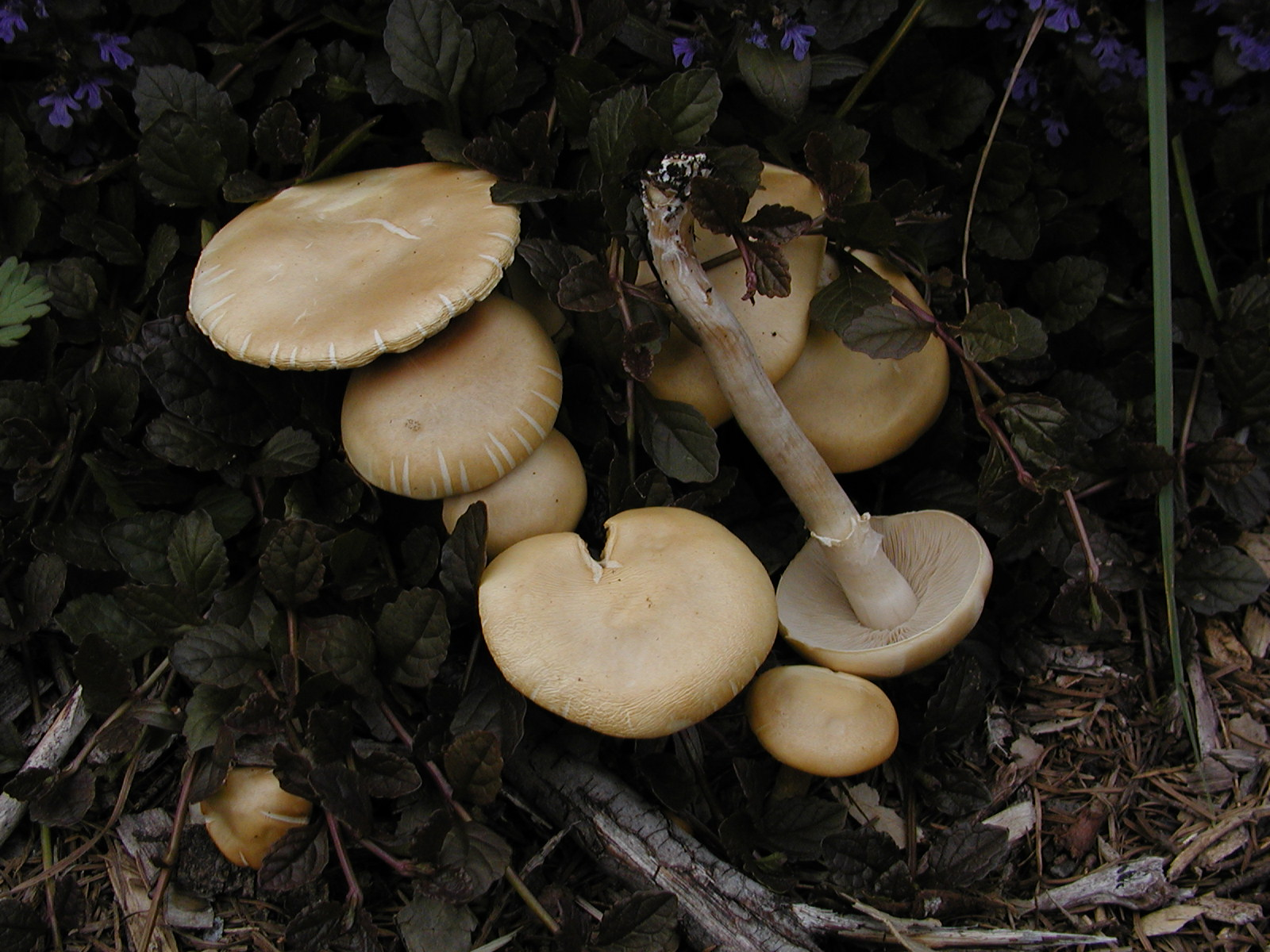